# 1106
سنة 1106 كانت سنة بسيطة تبدأ يوم الإثنين (الرابط يظهر نموذج التقويم الكامل للسنة) من التقويم اليولياني.

## أحداث
- 2 سبتمبر - مبايعة علي بن يوسف بن تاشفين أميرا للمسلمين على رأس الدولة المرابطية في نفس يوم وفاة والده.

## مواليد
- محمد بن حبوس، شاعر مغربي عايش عصر المرابطين والموحدين.

## وفيات
- الحاكم المرابطي يوسف بن تاشفين.